# Last Kiss
«Last Kiss» es una canción compuesta por el cantante estadounidense de rhythm & blues Wayne Cochran, lanzada en el año 1961 por el sello Gala Records. No tuvo mucha repercusión hasta que en junio de 1964 la banda estadounidense J. Frank Wilson and the Cavaliers realizó una versión, llevándola al puesto 2 del Billboard Hot 100 estadounidense. La letra fue traducida libremente al castellano por el mexicano Omero González y ha sido interpretada por numerosos cantantes hispanohablantes.

## Significado de la letra
En la canción Cochran cuenta la historia de una pareja de adolescentes que sale a pasear en auto. En el camino tienen un accidente y ella muere. El sobreviviente describe a lo largo de la canción los últimos instantes con su amada y cómo él debe tener buenas acciones para que Dios lo lleve al cielo a reencontrarse con ella. La canción se llama “Last Kiss” porque con sus últimas fuerzas, antes de morir, ella le pide un último beso de despedida. 
Se dice que la canción estuvo inspirada en un accidente automovilístico en el que varios jóvenes murieron y dos fueron heridos gravemente cuando su automóvil golpeó un camión la semana previa de la Navidad de 1961.

## Versiones

### Versión de J. Frank Wilson y los Cavaliers
En 1964, J. Frank Wilson, junto a los Cavaliers, realizó su propia versión, que alcanzó el número dos en las listas de popularidad de los Estados Unidos.

### Versión de Pearl Jam
En 1999, después de 33 años, volvió a la escena musical en una interpretación de la banda de grunge estadounidense Pearl Jam. Este tema fue lanzado originalmente como un sencillo de Navidad para el club de admiradores de la banda, y la canción empezó a ser emitida en las emisoras de Estados Unidos con gran éxito, razón por la cual la banda se vio obligada a lanzarlo como sencillo para el público en general el 8 de junio de 1999. Este tema recaudó 10 000 000 de dólares, dinero que fue donado a los refugiados de la guerra de Kosovo. Además, la canción es la pista N.º 10 del CD 2 del disco Lost Dogs de Pearl Jam lanzado el 12 de noviembre de 2002.
Esta versión alcanzó la segunda ubicación del Billboard Hot 100, siendo este, el mejor desempeño en la trayectoria de la banda en dicha lista, lo que le posibilitó obtener el disco de oro en los Estados Unidos. También alcanzó el número 2 en el Modern Rock Tracks y el número 5 del Mainstream Rock Tracks. En Australia, logró alzarse con el número 1, llegando a recibir el triple disco de platino.

#### Lista de canciones
Sencillo en CD
1. "Last Kiss" (Wayne Cochran) – 3:15
2. "Soldier of Love (Lay Down Your Arms)" (Buzz Cason, Tony Moon) – 2:54
  - Grabado en vivo el 19 de septiembre de 1998 en Constitution Hall, Washington D. C..

#### Posicionamiento en listas y certificaciones
| Lista (1999)                                | Mejor posición |
| ------------------------------------------- | -------------- |
| Australia (ARIA)                            | 1              |
| Bélgica (Flandes) (Ultratip Bubbling Under) | 6              |
| Canadá (RPM Top Singles)                    | 2              |
| Estados Unidos (Billboard Hot 100)          | 2              |
| Estados Unidos (Modern Rock Tracks)         | 2              |
| Estados Unidos (Mainstream Rock Tracks)     | 5              |
| Estados Unidos (Top 40 Mainstream)          | 4              |
| Estados Unidos (Adult Top 40)               | 5              |
| Italia (FIMI)                               | 11             |
| Nueva Zelanda (Recorded Music NZ)           | 19             |
| Países Bajos (Mega Single Top 100)          | 77             |
| Reino Unido (The Official Charts Company)   | 42             |

| País           | Organismo certificador | Certificación | Ref.   |
| -------------- | ---------------------- | ------------- | ------ |
| Australia      | ARIA                   | 3× Platino    | [ 10 ] |
| Estados Unidos | RIAA                   | Oro           | [ 8 ]  |

### Traducción al español
Hay dos versiones de la letra traducida al castellano. Una es la de Omero González, que fuera interpretada por el grupo mexicano Los Apson en 1964. Al año siguiente, Polo (Leopoldo Sánchez Labastida) vocalista del grupo se lanza como solista y retoma el tema, convirtiéndolo un gran éxito, lo que hace que varios grupos mexicanos lo graben, entre ellos Los Johnny Jets y Los American's en 1966. 
En 1966, la banda peruana Los Doltons grabó en castellano "El último beso", tema que se convirtió en un  éxito masivo alcanzando el primer lugar en las radios peruanas y latinas de ese entonces.
Otra versión fue la que grabó el cantante mexicano Rigo Tovar, incluyó el tema en su álbum La Fiera en 1989.
También fue grabada por otros grupos sudamericanos como los venezolanos Los 007 y los peruanos Los Yorks (1969), la cantautora mexicana Gloria Trevi (1989) y el cautautor mexicano Rigo Tovar (1989). Además, el bolerista colombiano Alci Acosta también hizo una versión. Y el cantante mexicano Rayito Colombiano, realizó su versión al ritmo de cumbia, en el año 2001.
En Venezuela fue grabada por Los 007 en 1966 y contando con una versión del cantautor Guillermo Dávila, estas interpretaciones siguen siendo populares en el país.
Gloria Trevi, cantante mexicana, incluyó el tema en su álbum debut en 1989. Obtuvo éxito radial en su país de origen y alcanzó el puesto treinta y seis en Billboard Hot Latin Tracks un año después.